# Diclorobutano

1,4-diclorobutano

Diclorobutano é um organoclorado com a fórmula molecular C4H8Cl2.  
Existem seis isômeros estruturais de diclorobutano, os quais podem ser produzidos por cloração de radical livre do clorobutano.